# Space Science Fiction Magazine
Space Science Fiction Magazine – amerykański magazyn fantastycznonaukowy wydawany przez Republic Features Syndicate, Inc. Ukazały się dwa numery tego czasopisma, oba wydano w 1957 roku. Na jego łamach ukazywały się teksty znanych pisarzy, w tym Arthura C. Clarke'a i Jacka Vance'a, ale magazyn nie zdobył popularności i pod koniec 1957 zdecydowano o zaprzestaniu jego wydawania.

## Publikacja i dane bibliograficzne
Literatura fantastycznonaukowa była jednym z głównych gatunków eksploatowanych na łamach popularnych pulp magazine, począwszy od wydawanego od 1926 roku „Amazing Stories”. Krótki boom na tę tematykę został zahamowany w czasie II wojny światowej, ale pod koniec lat 40. XX wieku gatunek ten ponownie zyskał na popularności, osiągając przed 1957 roku swoje apogeum. W ciągu tego roku w Stanach Zjednoczonych ukazał się przynajmniej jeden numer 24 magazynów fantastycznonaukowych. Jeden z najpopularniejszych, „Galaxy Science Fiction”, był z powodzeniem powiązany z dwie audycjami radiowymi: „Dimension X” i „X Minus One”. Rozwiązanie to znalazło naśladowców, w 1956 roku Lyle Kenyon Engel z Republic Features Syndicate ruszył na rynek z pakietem, w skład którego wchodziły dwie audycje radiowe oraz cztery czasopisma. Programami były „American Agent”, dramat szpiegowski, i „The Frightened”, gdzie lektorem był Boris Karloff. Dwa czasopisma stanowiły papierowe odbicie audycji radiowych, oprócz tego wydawano „Private Investigator Detective Magazine” i „Space Science Fiction Magazine”. Pierwszy numer „Private Investigator” ukazał się w 1956, problemy z planem radiowych audycji sprawiły, że dopiero w 1957 roku zaczęto wydawać pozostałe czasopisma.
Pierwszy numer „Space SF” datowany jest na wiosnę 1957 (co jest typowe dla kwartalników), mimo że według informacji w nagłówku miał być to dwumiesięcznik. Wydawcą czasopisma było Republic Features Syndicate, Inc., of New York, a redaktorem Michael Avallone, niewymieniony w nagłówku. Drugi numer jest datowany na sierpień 1957; okazał się być ostatni, bowiem Republic Features Syndicate szybko wycofało się z biznesu.  Upadek American News Company, największego dystrybutora tego typu czasopism, na początku tego roku przyczynił się do zamknięcia wielu tytułów, jednak brak informacji, czy było to przyczyną zniknięcia z rynku „Space SF”.
Oba numery o wymiarach 5½ na 8¼ cali miały 132 strony i kosztowały 35 centów.

## Zawartość
W obu numerach znalazły się opowiadania znanych autorów literatury fantastycznonaukowej, w tym Johna Jakesa, Marka Reynoldsa, Jacka Vance'a i Raymonda F. Jonesa, jednak większość utworów była oparta na zużytych tematach – zwykle wcześniej odrzuconych przez inne redakcje. „Space SF” opublikowało opowiadanie „Critical Mass” Arthura C. Clarke'a, pochodzące z popularnego zbioru opowiadań White Hart. Ukazało się już wcześniej w 1949 na łamach brytyjskiego magazynu „Lilliput”, lecz Clarke wprowadził pewne poprawki do wersji z „Space Science Fiction Magazine”. Mike Ashley wskazywał, że opowiadania, mimo że wyszły spod pióra znanych autorów, nie mają literackiej wartości. Według Ashleya najlepszym opowiadaniem był „The Devil Spins a Sun-Dream” Jalesa, klimatyczny, choć z kiepską fabułą; protagonista, poszukiwacz, znajduje cudowne miasto na Marsie, ale starożytna pułapka niszczy je na jego oczach.
Prawie każde opowiadanie było ilustrowane przez Bruce'a Minneya. Autorem okładek obu numerów był Tom Ryan. Czasopismo nie zawierało recenzji i reklam, z wyjątkiem poświęconych programom radiowym takim jak „American Agent” i „The Frightened”.